# Aloe tortuosa
Aloe tortuosa é uma espécie de liliopsida do gênero Aloe, pertencente à família Asphodelaceae.